# Грейсі (Кентуккі)
Грейсі (англ. Gracey) — переписна місцевість (CDP) в США, в окрузі Крістіан штату Кентуккі. Населення — 117 осіб (2020).

## Географія
Грейсі розташоване за координатами 36°52′46″ пн. ш. 87°39′49″ зх. д. / 36.87944° пн. ш. 87.66361° зх. д. (36.879411, -87.663697).  За даними Бюро перепису населення США в 2010 році переписна місцевість мала площу 0,62 км², з яких 0,62 км² — суходіл та 0,00 км² — водойми.

## Демографія
Згідно з переписом 2010 року, у переписній місцевості мешкало 138 осіб у 54 домогосподарствах у складі 37 родин. Густота населення становила 221 особа/км².  Було 62 помешкання (99/км²).
Расовий склад населення:
| - 79,0 % — білих - 13,8 % — чорних або афроамериканців - 2,9 % — азіатів |

До двох чи більше рас належало 4,3 %. Частка іспаномовних становила 1,4 % від усіх жителів.
За віковим діапазоном населення розподілялося таким чином: 26,8 % — особи молодші 18 років, 55,8 % — особи у віці 18—64 років, 17,4 % — особи у віці 65 років та старші. Медіана віку мешканця становила 35,0 року. На 100 осіб жіночої статі у переписній місцевості припадало 115,6 чоловіків;  на 100 жінок у віці від 18 років та старших — 110,4 чоловіків також старших 18 років.
Цивільне працевлаштоване населення становило 11 осіб. Основні галузі зайнятості: роздрібна торгівля — 100,0 %.